# Diakritikus jel
Diakritikus jelnek (görög διακριτικός a. m. „megkülönböztető”) nevezünk minden olyan, betű fölé vagy alá helyezett mellékjelet, amelynek feladata, hogy az adott betű általános hangértékét – kisebb vagy nagyobb mértékben – módosítsa. A diakritikus jelek közé tartoznak a különböző ékezetek (éles: ´, tompa: `, circumflex: ^, hacsek: ˇ, hullámos vagy tilde: ~, kettős: ˝) és egyéb magánhangzójelek (félkör: ˘, tréma: ¨, karika: °), valamint a betűk alá helyezett jelek (horgok: ¸, ˛), illetve egyéb jelek (áthúzás: ł, ø stb.).
A magánhangzók esetében jelölhetnek hangsúlyt, nyílt, zárt, vagy orrhangú ejtést, hosszúságot, hangszínt, palatalizációt, hiátust stb. A mássalhangzóknál többnyire csak eltérő hangértéket jelentenek, főként olyan betűknél, amelyeket csak történeti okokból tartott meg a helyesírás.
Egyes diakritikus jelek ejtése az alaphang (mai) ejtéséétől meglehetősen eltérő lehet. Ezeknek általában történelmi, vagy nyelvtani jelentőségük van. A lengyelben példa a ł betű, amelyet [w]-nek ejtenek, vagy az ó, amelyet [u]-nak. A németben az ä-t is [e]-nek (hätte), vagy [ε:]-nek (spät) ejtik.
A magyarban a következő betűkön találunk diakritikus jeleket: á, é, í, ó, ö, ő, ú, ü, ű. Ma már teljesen kikopott a zárt e írására alkalmazott ë. Nem terjedt el az Akadémiai Nagyszótárban a Czuczor Gergely és Fogarasi János által az i-hang különböző ejtéseire javasolt további hat diakritikus jelű i-betű. Fontos megjegyezni, hogy egyes nyelvekben még megvan – a magyarral ellentétben – az ún. mély i hang, IPA jele: ɨ. A törökben ezt a hangot ı-vel jelölik, azaz az i-n lévő pont is diakritikus jelnek tekinthető (legalábbis a török nyelvben). Ennek a hangnak az egykori meglétét őrzik a híd, nyíl, kín stb. szavak ragozott alakjai (pl. hídnál, nyíllal, kínos).

## Érdekesség
A legtöbb ékezetet tartalmazó szó rekordját a magyar nyelv tartja az „újjáépítéséről” szavunkkal.
Számítástechnikában az „árvíztűrő tükörfúrógép” / „ÁRVÍZTŰRŐ TÜKÖRFÚRÓGÉP”-el tesztelik, hogy megfelelő-e a tárolása illetve átvitele az ékezetes karaktereinknek.

## A diakritikus jelek összefoglalása
A következőkben a latin ábécé o betűjéhez kapcsolódó diakritikus jelek láthatók:
- ò o tompa ékezet (0x00F2)
- ó o éles ékezet (0x00F3)
- ô o kúpos ékezet (kalap, circumflex; 0x00F4)
- õ o tilde (0x00F5)
- ö o tréma (umlaut) (0x00F6)
- ø o áthúzás (0x00F8)
- ō o macron (vonal; 0x014D)
- ŏ o breve (csónak; 0x014F)
- ő o kettős éles ékezet (0x0151)
- ơ o kampó (0x01A1)
- ǒ o hacsek (0x01D2)
- ǫ o jobb farok (ogonek; 0x01EB)
- ǭ o jobb farok, vonal (0x01ED)
- ǿ o áthúzás, éles ékezet (0x01FF)
- ȍ o dupla tompa ékezet (0x020D)
- ȏ o fordított csónak (0x020F)
- ȫ o umlaut, vonal (0x022B)
- ȭ o tilde, vonal (0x022D)
- ȯ o felső pont (0x022F)
- ȱ o felső pont és vonal (0x0231)
- ṍ o tilde, éles ékezet (0x1E4D)
- ṏ o tilde, umlaut (0x1E4F)
- ṑ o vonal és tompa ékezet (0x1E51)
- ṓ o vonal és éles ékezet (0x1E53)
- ọ o alsó pont (0x1ECD)
- ỏ o felső kérdőjel (hook; 0x1ECF)
- ố o kalap és éles ékezet (0x1ED1)
- ồ o kalap és tompa ékezet (0x1ED3)
- ổ o kalap, felső kérdőjel (0x1ED5)
- ỗ o kalap, tilde (0x1ED7)
- ộ o kalap, alsó pont (0x1ED9)
- ớ o kampó, éles ékezet (0x1EDB)
- ờ o kampó, tompa ékezet (0x1EDD)
- ở o kampó, felső kérdőjel (0x1EDF)
- ỡ o kampó, tilde (0x1EE1)
- ợ o kampó, alsó pont (0x1EE3)
- ɵ o áthúzással (0x0275)